# Monte Dinero
Monte Dinero es un pequeño paraje rural en el sudeste de la Patagonia, en la provincia de Santa Cruz, Argentina.  
Está localizado cerca del estrecho de Magallanes, a 120 km al sudeste de la ciudad de Río Gallegos. Muchas de sus tierras están dedicadas a la cría de ovejas.
Monte Dinero está a 52°18′00″S 68°33′00″O / -52.30000, -68.55000, a pocos kilómetros al norte de uno de los puntos extremos de la Argentina continental: Punta Dungeness.